# Symphony II - Absence of Life
Symphony II - Absence of Life è il secondo album della funeral doom metal band belga Until Death Overtakes Me edito per la prima volta nel 2001, e poi rimasterizzato, unitamente al disco d'esordio Symphony I - Deep Dark Red, nel 2002 dalla Nulll Records.
Il disco è stato pubblicato con licenza creative commons (cc-by-nc-nd-3.0) ed è liberamente ascoltabile e scaricabile da internet.

## Tracce
1. This Dark Day – 17:04
2. In the Mist – 16:10
3. Absence of Life – 9:26
4. And Death Took Her Smile Away – 18:35

## Formazione
- Stijn Van Cauter - voce, chitarra, basso, tastiere, timpani e violino
- Elke De Smedt - chitarra e tastiere
- Jo Renette - chitarra, basso e tastiere
- Pamela Turrell - flauto